# 唐模许氏宗祠
唐模许氏宗祠位于安徽省黄山市徽州区潜口镇唐模村，为当地许氏宗族一祠三厅（三个支祠：尚义堂、继善堂、骏惠堂）中的总祠，建于村口。东邻檀干园，南临檀干溪。
许氏宗祠由唐模许氏九世祖许冕始建于明嘉靖三年（1524年），于嘉靖八年（1529年）建成前后两进。清康熙三十五年(1696年)，洪水冲毁部分，随后修复。清嘉庆二年（1797年）治理蚁患修缮，咸丰十年（1860年）战乱中宗祠被毁，仅存头门，至同治十三年（1874年）修复。占地3252平方米，前后四进。文化大革命中遭彻底毁坏，现存后进寝殿、祠前场坦、石栏杆和部分残垣，2008年列为黄山市文物保护单位。